# Sandra Milo
Sandra Milo, pseudonimo di Salvatrice Elena Greco (Tunisi, 11 marzo 1933 – Roma, 29 gennaio 2024), è stata un'attrice e conduttrice televisiva italiana.
Con la partecipazione a film come Il generale Della Rovere, Adua e le compagne, Fantasmi a Roma, Giulietta degli spiriti e, soprattutto, 8½, premiato con l'Oscar, è stata tra le protagoniste del cinema italiano degli anni sessanta e musa di Federico Fellini, insieme ad altre attrici come Claudia Cardinale e Giulietta Masina.

## Biografia

Sandra Milo

Nata a Tunisi da padre siciliano e madre toscana, lì rimase fino al 1936 quando, costretta dalla guerra d'Africa, torna in Italia a Vicopisano, borgo medievale poco distante da Pisa in cui abitavano alcuni parenti della madre. Arrivata all'età di 3 anni nel borgo con la madre, la nonna e la sorella vi frequentò l'asilo, vi fece la comunione e frequentò le scuole elementari sino alla quarta classe ed al passaggio della guerra nel 1944. Adolescente si trasferì con la famiglia a Viareggio. Nel 1948, a 15 anni, sposò il marchese Cesare Rodighiero, da cui rimase incinta, ma il bambino morì alla nascita a causa del parto prematuro. I due si separarono dopo soli 21 giorni dal matrimonio, ottenendo l'annullamento dal Tribunale della Rota Romana. Milo esordì al cinema accanto ad Alberto Sordi in Lo scapolo (1955) di Antonio Pietrangeli. Riconoscibile per le sue forme prorompenti e vistose e per la voce ingenua da bambina, divenne una maggiorata del grande schermo e prese parte a numerosi film di genere.
Il primo ruolo importante arrivò nel 1959 grazie al produttore greco Moris Ergas, che poi la sposò: si tratta de Il generale Della Rovere, per la regia di Roberto Rossellini, in cui interpretava il ruolo di una prostituta al fianco di Vittorio De Sica. Un ruolo analogo fu quello ricoperto, nel 1960, in Adua e le compagne di Antonio Pietrangeli, che la diresse anche in seguito. Nello stesso anno fu diretta da Claude Sautet in Asfalto che scotta, con protagonisti Lino Ventura e Jean-Paul Belmondo, iniziando così un'intensa e promettente stagione di film d'autore. Nel 1961 fu protagonista con Eduardo De Filippo, Vittorio Gassman e Marcello Mastroianni di Fantasmi a Roma, diretto da Antonio Pietrangeli.
Nello stesso anno la sua carriera ebbe tuttavia una brusca interruzione dopo la stroncatura al Festival di Venezia di Vanina Vanini, tratto dall'omonimo racconto di Stendhal e ancora una volta firmato da Roberto Rossellini. Il film, e soprattutto la recitazione di Milo, vennero accolti con aspre critiche e l'attrice fu da Enrico Lucherini sarcasticamente soprannominata Canina Canini. Nel 1962 tornò al cinema con Il giorno più corto di Sergio Corbucci, dove recitò al fianco di Totò, Eduardo e Peppino De Filippo, Jean-Paul Belmondo, Ugo Tognazzi, Aldo Fabrizi e altri.

Sandra Milo e Marcello Mastroianni in una scena di 8½ di Federico Fellini (1963)

Cruciale fu l'incontro con Federico Fellini, che contribuì alla sua maturazione artistica e con il quale cominciò anche una relazione clandestina durata 17 anni. Nei due capolavori del maestro riminese 8½ (1963) e Giulietta degli spiriti (1965), "Sandrocchia" (così veniva affettuosamente soprannominata dal regista) recitò nei panni di una femme fatale, ironica e disinibita che, oltre a incarnare l'immaginario erotico del regista, venne spesso messa in contrasto con le mogli, donne dall'aspetto più dimesso e dalla mentalità più borghese. Per entrambi i film vinse il Nastro d'argento come miglior attrice non protagonista.

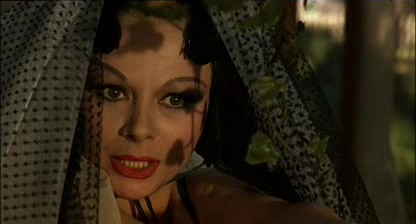
Sandra Milo in Giulietta degli spiriti di Federico Fellini (1965)

Dopo le importanti esperienze con Fellini venne diretta, fra i tanti, da Luigi Zampa in Frenesia dell'estate (1963), ancora una volta da Antonio Pietrangeli in La visita (1963), accanto a François Périer, ove avvenne la sua caratterizzazione più complessa e riuscita, da Pasquale Festa Campanile e Massimo Franciosa in Le voci bianche (1964), con protagonista Paolo Ferrari, e da Dino Risi in L'ombrellone (1965), ove interpretò con intensità e ironia la vivace moglie dell'ingegnere Enrico Marletti (Enrico Maria Salerno). Nel 1964 recitò accanto a Fernandel e Jean-Pierre Cassel, rispettivamente, in Ho una moglie pazza, pazza, pazza di Jean Boyer e ...poi ti sposerò di Philippe de Broca. In seguito partecipò ad altri film di minore importanza, tra cui Come imparai ad amare le donne (1966) di Luciano Salce, La notte pazza del conigliaccio (1967) di Alfredo Angeli, ove affiancò nuovamente Enrico Maria Salerno, Per amore... per magia... (1967) di Duccio Tessari e T'ammazzo!... Raccomandati a Dio (1968) di Osvaldo Civirani, accanto a George Hilton e John Ireland, dopo il quale l'attrice si allontanò dal cinema per circa un decennio.
La sua burrascosa vita sentimentale, le nozze a quindici anni con il marchese Cesare Rodighiero nel 1948 (durate 21 giorni), la relazione durata undici anni con Moris Ergas (da cui nacque Deborah, giornalista televisiva) e una successiva unione con Ottavio De Lollis (con la nascita di Ciro e poi di Azzurra), misero in secondo piano un'intensa attività cinematografica, che Milo interruppe bruscamente nel 1968 in favore della famiglia. In seguito l'attrice affermò in un'intervista di aver subito dal suo ex marito Ergas gravi violenze fisiche, ma di aver preferito non denunciarlo. Intervistata da Diva e donna, raccontò della guarigione della terzogenita Maria Azzurra, nata prematuramente al settimo mese di gestazione, che pareva morta alla nascita, ma tornò in vita. La chiesa cattolica riconobbe l'autenticità del miracolo durante il processo di beatificazione di suor Maria Pia Mastena, fondatrice delle Suore del Santo Volto. La stessa Milo, anche in seguito all'episodio, si è dichiarata credente e cattolica.
Dopo una lunga pausa, nel 1979 tornò al cinema recitando in alcune commedie di genere, come Riavanti... Marsch! di Luciano Salce e Tesoromio di Giulio Paradisi, cui seguirono Grog (1982) di Francesco Laudadio e Cenerentola '80 (1984) di Roberto Malenotti. Intanto si delineava la sua nuova carriera televisiva.

### L'esperienza televisiva

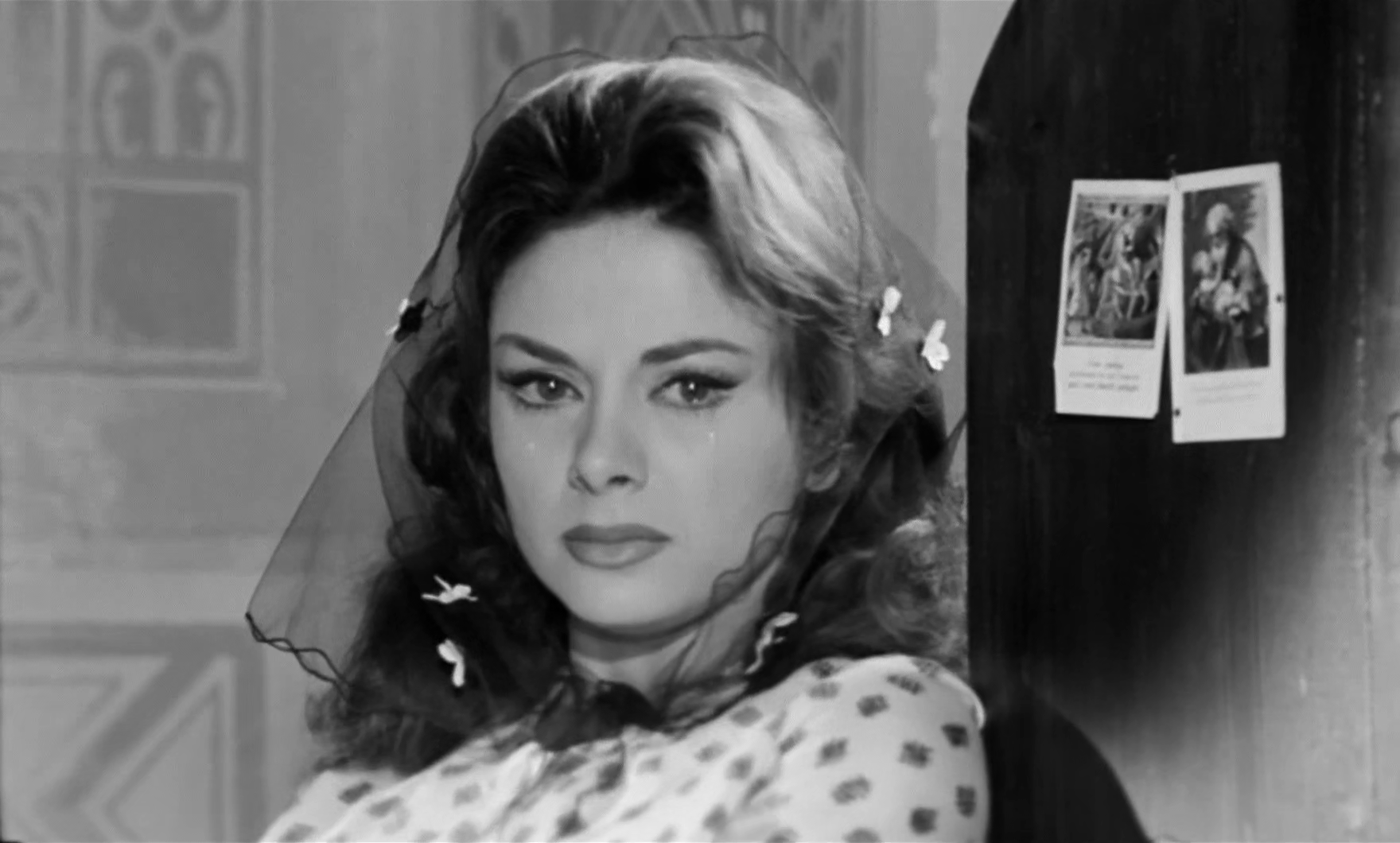
Sandra Milo in Adua e le compagne di Antonio Pietrangeli (1960)

La partecipazione come conduttrice di un ciclo di cinque puntate di Studio Uno nel 1966 e l'intervista concessa a Luigi Silori per Uomini e Libri nel 1962 esauriscono le esperienze Rai della sua giovinezza artistica.
Passarono più di vent'anni prima che, aiutata dalla vicinanza con Bettino Craxi, tornasse alla conduzione televisiva su Rai 2, rete televisiva all'epoca controllata dal PSI secondo gli schemi della lottizzazione della Rai durante la Prima Repubblica. Nel 1982-1983 ha collaborato e condotto una rubrica di costume all'interno del programma d'approfondimento Mixer di Giovanni Minoli.
Dal 1985 al 1989 ha condotto Piccoli fans, trasmissione pomeridiana per bambini (antesignana di programmi come Ti lascio una canzone, Io canto e The Voice Kids), che ha lasciato un segno nella storia della TV italiana: la conduzione esageratamente ingenua e bambinesca di Sandra Milo (anche per la sua voce in falsetto) e una serie di situazioni grottesche la resero nuovamente famosa al pubblico italiano, tanto da riuscire a eclissare la stagione di successi cinematografici degli anni sessanta.
Sempre nel 1985 è stata coinvolta con l'allora marito Ottavio De Lollis e la figlia Azzurra, senza conseguenze, nella strage di Fiumicino. L'attrice era presente al check-in nei momenti della sparatoria che ha visto tredici vittime per mano dei sicari del terrorista Abu Nidal.

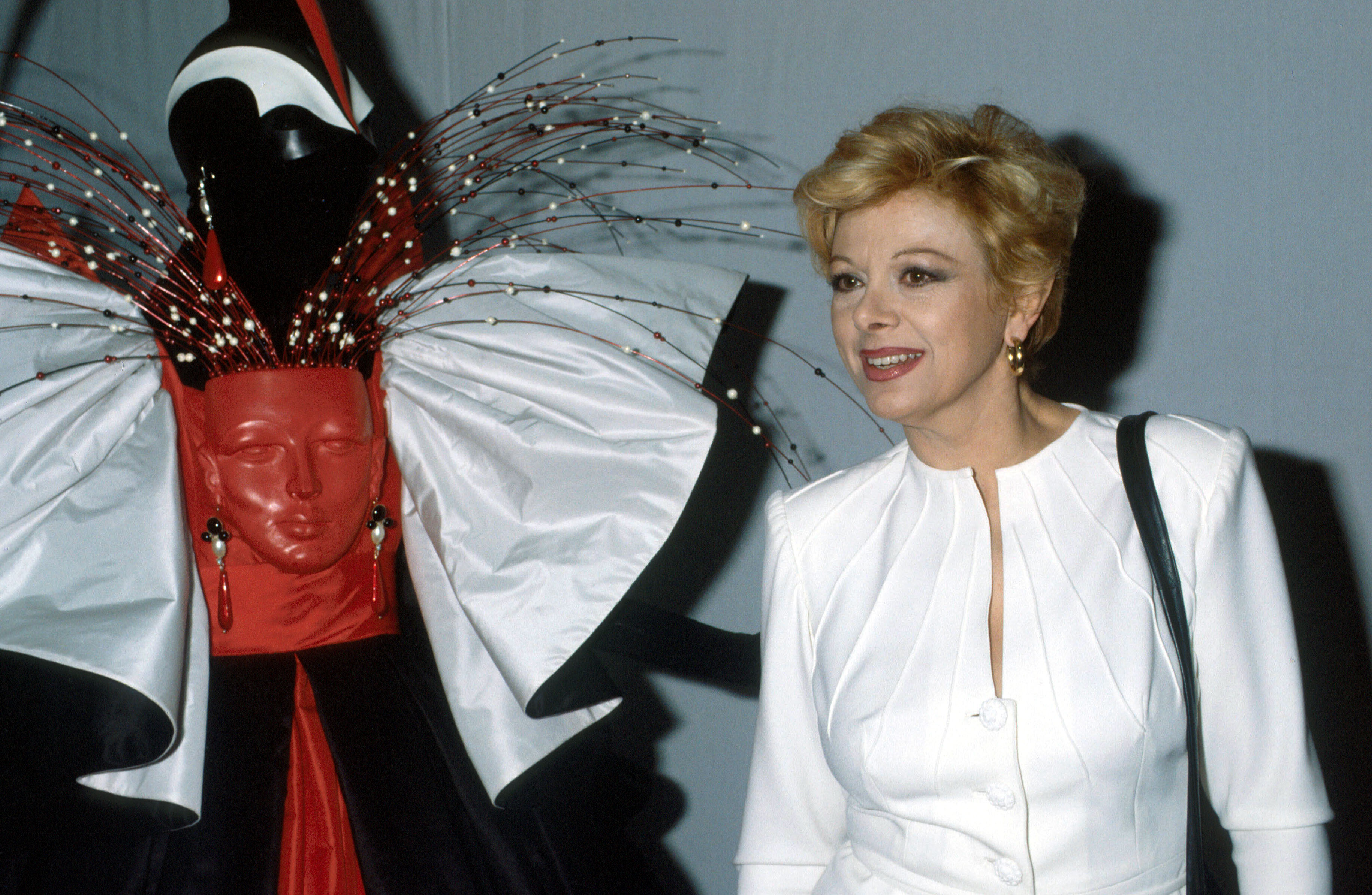
Sandra Milo a Venezia nel 1988

Sandra Milo è entrata involontariamente nella storia della televisione italiana anche per uno scherzo telefonico messo in pratica ai suoi danni: l'8 gennaio 1990, durante la trasmissione pomeridiana L'amore è una cosa meravigliosa che condusse su Rai 2 nella stagione 1989-1990, una telefonata anonima di una voce femminile in diretta informò la presentatrice che suo figlio Ciro era ricoverato in ospedale in gravi condizioni in seguito a un incidente stradale. La Milo non riuscì a trattenere le lacrime e scappò disperata dallo studio. La notizia dell'incidente era falsa, ma le urla della sconvolta conduttrice vennero riprese da trasmissioni come Blob, Striscia la notizia e Target, rendendole tanto popolari da essere citata nella canzone La strana famiglia di Giorgio Gaber ed Enzo Jannacci, incisa nel 1991. Successivamente ispirò il titolo di una trasmissione satirica di Italia 1: Ciro, il figlio di Target. L'autrice della telefonata non fu mai individuata (si era presentata alle centraliniste con il nome di Maria Ramondio, che si rivelò una falsa identità), ma fu individuato il telefono da dove era stata fatta, che si trovava all'interno degli uffici Alemagna di via del Corso a Roma.
Lasciata la Rai, nella stagione 1991-1992 Milo approdò alla Fininvest (divenuta Mediaset nel 1996) per succedere a Enrica Bonaccorti nella conduzione del game-show Cari genitori, in onda dal lunedì al venerdì nella fascia mattutina di Rete 4. In seguito fu protagonista sulla stessa rete di una parodia musicale a puntate della telenovela La donna del mistero intitolata La vera storia della donna del mistero, al fianco di Patrizia Rossetti, dei Ricchi e Poveri e di altri. In seguito tornò di nuovo in Rai dove ha presentato, dal 1992 al 1994, il varietà domenicale Giorno di festa su Rai 2.
Nel 1995 ha dichiarato a una televisione privata iraniana di avere una collezione di mutandine di circa 60 000 esemplari. Tale dichiarazione suscitò la reazione del governo di Teheran, che le negò il visto turistico per il transito nel paese.

### L'attivismo socialista e il legame con Craxi
Vicina al Partito Socialista Italiano almeno dagli anni sessanta, fu molto vicina a Pietro Nenni. Negli anni ottanta Sandra Milo fu amante di Bettino Craxi, allora leader del PSI. Vicina a quel mondo di nani e ballerine che circondava la classe dirigente politica italiana che faceva riferimento a Craxi, Claudio Martelli e Gianni De Michelis, partecipò attivamente a diverse campagne elettorali posando anche per manifesti.

### Vicende giudiziarie
Nel 1999 la Milo patteggiò una pena a tredici mesi di reclusione e a un milione e trecentomila lire di multa per aver concorso, assieme all'allora compagno Giuseppe Lo Presti, a una truffa immobiliare ai danni di tredici privati e otto banche per l'ammontare di circa 3 miliardi di lire. I due facevano firmare false procure a persone interessate a vendere immobili di ingente valore, per poi acquistarli e con essi ottenere mutui presso istituti di credito.

### Gli anni 2000
Durante il Festival di Sanremo 2001 è stata opinionista fissa de La vita in diretta. Nel 2002 recitò al fianco di Giampiero Ingrassia e di Anna Mazzamauro nella fiction di Canale 5 intitolata Ma il portiere non c'è mai?. Nel 2003 tornò al cinema con il film Il cuore altrove di Pupi Avati. Nel 2005 partecipò al reality show, Ritorno al presente, classificandosi seconda. Nel 2005 partecipò all'intervista-spettacolo La mia vita uno spettacolo, diretta da Giacomo Rizzo, con la direzione artistica di Arnolfo Petri, vincendo il premio "Nike per il Teatro". La collaborazione con Arnolfo Petri proseguì nel 2009, con un contributo video per lo spettacolo teatrale Madame B.
Dal 2006 è stata in tournée nei teatri italiani con la commedia 8 donne e un mistero, tratta dall'omonimo film francese del 2002. Nel 2007 è stata protagonista, con Barbara D'Urso e Maurizio Micheli, della commedia teatrale Il letto ovale, diretta da Gino Landi. 
L'11 febbraio 2007, durante un'intervista nel corso del programma Buona Domenica di Canale 5, ha raccontato di aver contribuito molti anni prima ad alleviare le sofferenze della madre in fin di vita, schierandosi apertamente a favore dell'eutanasia. Nel racconto l'attrice ha sostenuto che la madre "si stava consumando con un dolore immenso e senza fine". "Così, mi chiese di aiutarla a morire" ha proseguito Milo, piangendo. "Mi ha fatto uscire dalla stanza, ed è morta, sola, come lei voleva. Non credo che sia vero quando si dice che tutto questo è falsa pietà. So che c'è molta gente a favore e molta contro, ma bisogna provarlo, come si fa a dire 'no, continua a soffrire', se sai che quella persona non avrà scampo a causa del male che l'ha colpita? La gente deve poter morire con dignità."
Nel 2008 ha partecipato al film Chi nasce tondo... di Alessandro Valori, con Valerio Mastandrea. Per la stagione teatrale 2008-2009 portò in scena, con Caterina Costantini, Eva Robin's e Rossana Casale, Fiori d'acciaio (tratto dall'omonimo film di Herbert Ross del 1989), per la regia di Claudio Insegno. È protagonista di uno dei cinque episodi del film Impotenti esistenziali di Giuseppe Cirillo, uscito nelle sale nel marzo 2009. Sempre nel 2009 è stata co-protagonista del film W Zappatore di Massimiliano Verdesca, uscito nel 2011, grazie al quale ha vinto il premio come migliore attrice al Festival del Cinema di Brooklyn 2011. Durante la trasmissione Porta a Porta del 29 ottobre 2009 ha dichiarato di essere stata per diciassette anni l'amante di Federico Fellini. 
È stata tra i concorrenti del reality show L'isola dei famosi 7, in onda dal 24 febbraio 2010, arrivando in semifinale. Nello stesso periodo è uscita nelle sale cinematografiche la commedia di Gabriele Salvatores, Happy Family, che annoverava la Milo tra i protagonisti. Nel 2011 è stata in tournée con Il club delle vedove, per la regia di Caterina Costantini. Nel 2013 è stata protagonista della commedia teatrale Federico... Come here, scritta da Nicola Bonimelli, con la regia di Walter Palamenga. Dal 2013 al 2015 è stata in tournée con Harry & Sally 9 mesi dopo, con la regia di Claudio Insegno. A ottobre 2016 recitò nella commedia teatrale Una fidanzata per papà, con Stefano Antonucci, Savino Zaba e Angela Melillo.
Nel luglio 2017, ad Alghero (SS), ha ricevuto il Grand Prix Corallo alla carriera. 
Nel 2018 ha fatto un'escursione nel mondo della canzone d'autore partecipando al brano La fotogenia di Alessandro Orlando Graziano, contenuta nell'album Voyages Extraordinaires. Nell'estate 2019, su Rai 1, ha tenuto una rubrica dedicata alla posta del cuore nel programma Io e te, condotto da Pierluigi Diaco, con Valeria Graci. Nel 2020, a fianco di Paolo Ruffini, è stata opinionista e giudice nella sesta puntata del programma La pupa e il secchione - E viceversa, su Italia 1. Nell'estate del 2020 invece è tornata in Rai come inviata del programma Estate in diretta che vede la conduzione di Andrea Delogu e di Marcello Masi. 
Preannunciato il 28 aprile, l'11 maggio 2021 le venne assegnato il premio David di Donatello alla carriera. Nel 2022 è protagonista del docu-reality Quelle brave ragazze, con Mara Maionchi e Orietta Berti. Nel 2023 ne venne prodotta una seconda edizione, sempre con Milo affiancata ancora dalla Maionchi e da Marisa Laurito (in sostituzione di Orietta Berti). Il 21 dicembre 2023 è tra i protagonisti della serie comedy di Prime Video, Gigolò per caso, 6 episodi per la regia di Eros Puglielli, con, tra gli altri, Christian De Sica e Pietro Sermonti.

### Malattia e morte

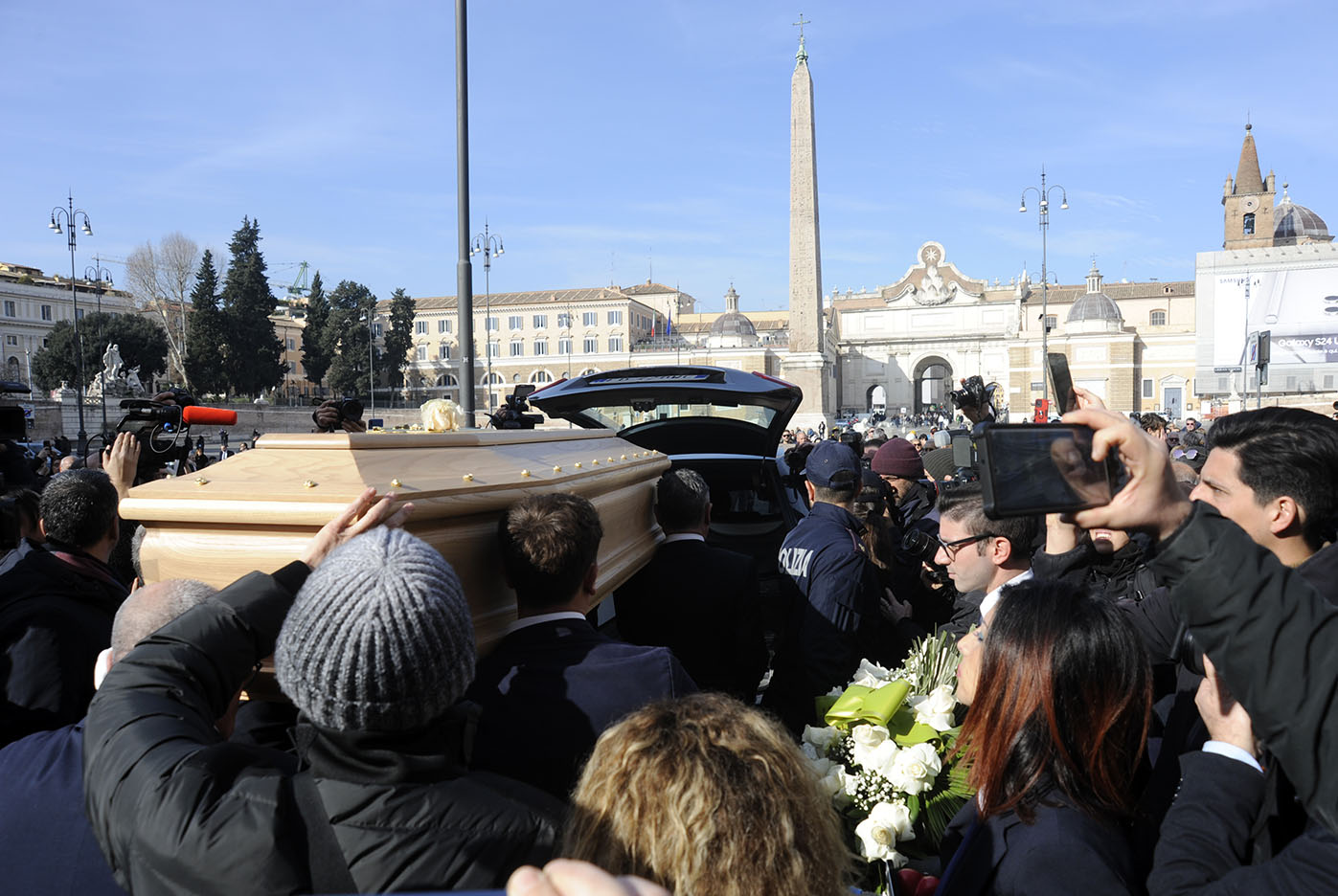
Il funerale a piazza del Popolo

Muore il 29 gennaio 2024, nella sua abitazione di Roma, all'età di 90 anni, a causa di un tumore ai polmoni con metastasi al cervello che le era stato diagnosticato tre mesi prima, dopo gli esami di routine a cui si era sottoposta in previsione di un'operazione all'anca. La camera ardente fu allestita il giorno dopo presso la sala della Protomoteca del Palazzo Senatorio in Campidoglio, mentre i funerali si svolsero la mattina del 31 gennaio nella basilica di Santa Maria in Montesanto in piazza del Popolo a Roma. È stata sepolta al cimitero del Verano.

## Filmografia

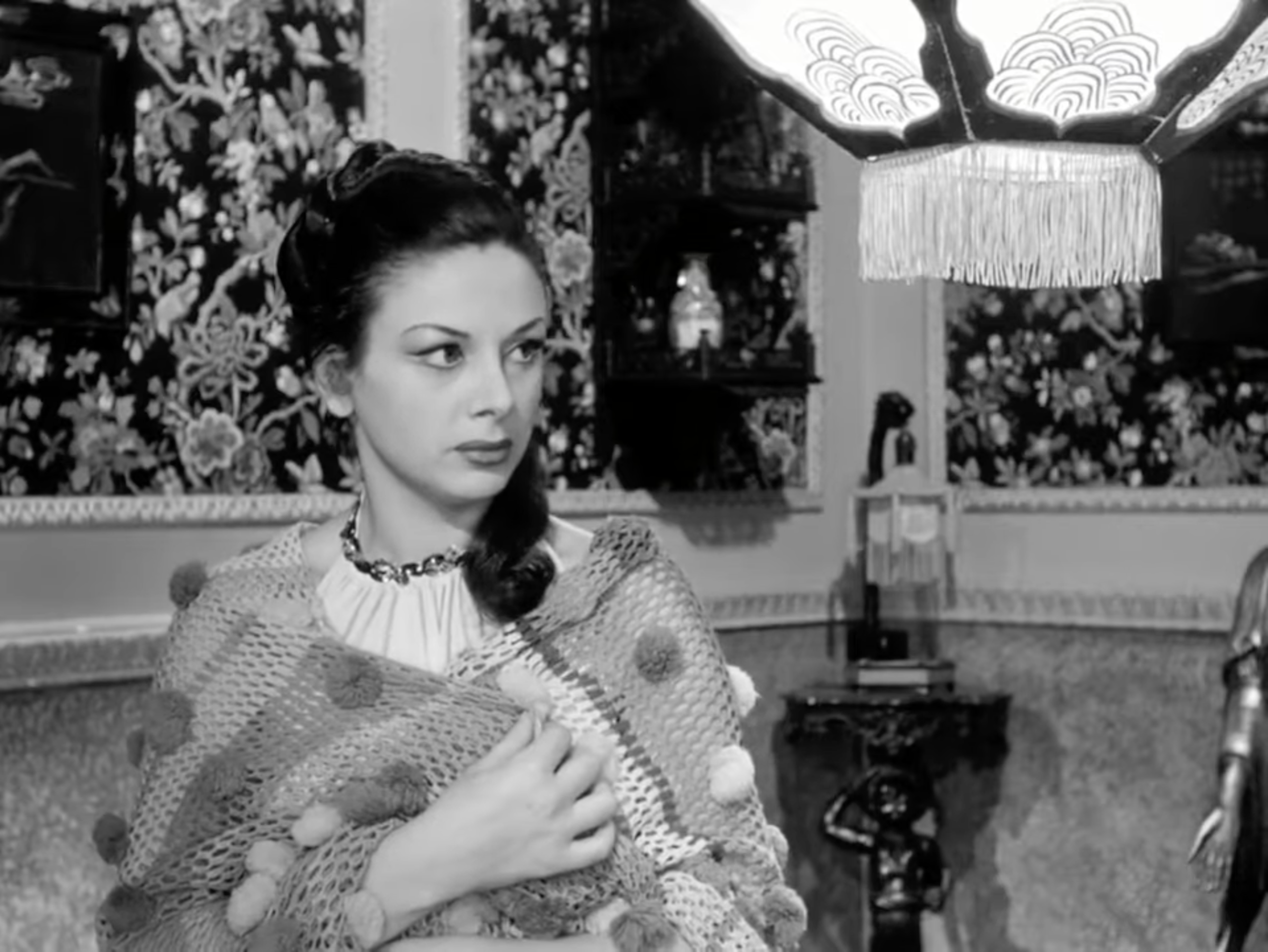
Sandra Milo in Il generale Della Rovere di Roberto Rossellini (1959)

Sandra Milo in 8½ di Federico Fellini (1963)

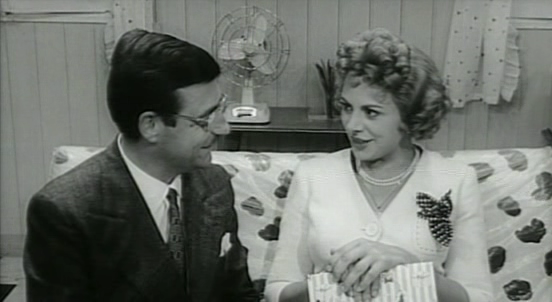
Sandra Milo con François Périer in La visita di Antonio Pietrangeli (1963)

### Cinema
- Lo scapolo, regia di Antonio Pietrangeli (1955)
- Eliana e gli uomini (Elena et les Hommes), regia di Jean Renoir (1956) – non accreditata
- Mio figlio Nerone, regia di Steno (1956)
- Moglie e buoi..., regia di Leonardo De Mitri (1956)
- Le avventure di Arsenio Lupin (Les aventures d'Arsène Lupin), regia di Jacques Becker (1957)
- La donna che venne dal mare, regia di Francesco De Robertis (1957)
- Lo specchio a due facce (Le Miroir à deux faces), regia di André Cayatte (1958)
- Totò nella luna, regia di Steno (1958)
- Erode il Grande, regia di Arnaldo Genoino e Viktor Turžanskij (1959)
- Vite perdute, regia di Adelchi Bianchi e Roberto Mauri (1959)
- Appuntamento con il delitto (Un témoin dans la ville), regia di Édouard Molinaro (1959)
- Furore di vivere (Le chemin des écoliers), regia di Michel Boisrond (1959)
- Il generale Della Rovere, regia di Roberto Rossellini (1959)
- La giumenta verde (La jument verte), regia di Claude Autant-Lara (1959)
- Asfalto che scotta (Classe tous risques), regia di Claude Sautet (1960)
- Adua e le compagne, regia di Antonio Pietrangeli (1960)
- Gli scontenti, regia di Giuseppe Lipartiti (1961)
- Fantasmi a Roma, regia di Antonio Pietrangeli (1961)
- Vanina Vanini, regia di Roberto Rossellini (1961)
- Il giorno più corto, regia di Sergio Corbucci (1963) – non accreditata
- 8½, regia di Federico Fellini (1963)
- Chi vuol dormire nel mio letto? (Méfiez-vous, mesdames!), regia di André Hunebelle (1963)
- La visita, regia di Antonio Pietrangeli (1963)
- Frenesia dell'estate, regia di Luigi Zampa (1963)
- Le voci bianche, regia di Pasquale Festa Campanile e Massimo Franciosa (1964)
- Il generale, episodio di Amori pericolosi, regia di Alfredo Giannetti (1964)
- Ho una moglie pazza, pazza, pazza (Relaxe-toi chérie), regia di Jean Boyer (1964)
- ...poi ti sposerò (Un monsieur de compagnie), regia di Philippe de Broca (1964)
- Le belle famiglie, regia di Ugo Gregoretti (1964)
- Una donna dolce dolce, episodio di La donna è una cosa meravigliosa, regia di Mauro Bolognini (1964)
- Giulietta degli spiriti, regia di Federico Fellini (1965)
- L'ombrellone, regia di Dino Risi (1965)
- Come imparai ad amare le donne, regia di Luciano Salce (1966)
- La notte pazza del conigliaccio, regia di Alfredo Angeli (1967)
- Per amore... per magia..., regia di Duccio Tessari (1967)
- Bang Bang Kid, regia di Giorgio Gentili (1967)
- T'ammazzo!... Raccomandati a Dio, regia di Osvaldo Civirani (1968)
- Riavanti... Marsch!, regia di Luciano Salce (1979)
- Tesoromio, regia di Giulio Paradisi (1979)
- Doppio sogno dei Sigg. X, regia di Anna Maria Tatò (1980)
- Grog, regia di Francesco Laudadio (1982)
- "FF.SS." - Cioè: "...che mi hai portato a fare sopra a Posillipo se non mi vuoi più bene?", regia di Renzo Arbore (1983)
- Cenerentola '80, regia di Roberto Malenotti (1984)
- Parenti serpenti, regia di Mario Monicelli (1992)[32]
- Camerieri, regia di Leone Pompucci (1995)
- Il cuore altrove, regia di Pupi Avati (2003)
- Chi nasce tondo..., regia di Alessandro Valori (2008)
- La perfezionista, regia di Cesare Lanza (2009)
- Sleepless, regia di Maddalena De Panfilis (2009)
- Impotenti esistenziali, regia di Giuseppe Cirillo (2009)
- W Zappatore, regia di Massimiliano Verdesca (2010)
- Happy Family, regia di Gabriele Salvatores (2010)
- Flaiano - Il meglio è passato, regia di Giancarlo Rolandi – documentario (2010)
- Mai senza - L'amore e la sessualità nella terza età, regia di Ciro Zecca – documentario (2011)
- Baci salati, regia di Antonio Zeta (2012)
- Impepata di nozze - Sposarsi al sud è tutta un'altra storia..., regia di Angelo Antonucci (2012)
- Una notte agli studios, regia di Claudio Insegno (2013)
- Ballando il silenzio, regia di Salvatore Arimatea (2013)
- Con tutto l'amore che ho, regia di Angelo Antonucci (2014)
- Camminando nel cielo, regia di Angelo Antonucci (2015)
- Prima di lunedì, regia di Massimo Cappelli (2016)
- Il velo di Maya, regia di Elisabetta Rocchetti (2017)
- Salvatrice, regia di Giorgia Würth (2017)
- Felicissime condoglianze, regia di Claudio Insegno (2017)
- A casa tutti bene, regia di Gabriele Muccino (2018)
- Un nemico che ti vuole bene, regia di Denis Rabaglia (2018)
- Eclissi, regia di Valerio Carta (2019) – cortometraggio
- Nemici, regia di Milo Vallone (2020)
- Free - Liberi, regia di Fabrizio Maria Cortese (2020)
- Il materiale emotivo, regia di Sergio Castellitto (2021)
- Che bella storia la vita, regia di Alessandro Sarti (2023)
- Il più bel secolo della mia vita, regia di Alessandro Bardani (2023)
- Roma, santa e dannata, regia di Daniele Ciprì – documentario (2023)

### Televisione
- Tutto Totò – serie TV, episodio 1x08 (1967)
- La vera storia della donna del mistero – telefilm parodia (1992)
- Ma il portiere non c'è mai? – serie TV (2002)
- Nati ieri – serie TV, 1 episodio (2006-2007)
- Gigolò per caso – serie TV, 4 episodi (2023)

## Teatro
- La mia vita uno spettacolo, regia di Arnoldo Petri (2005)
- 8 donne e un mistero, regia di Claudio Insegno (2006)
- Il letto ovale, regia di Gino Landi (2007)
- Fiori d'acciaio, regia di Claudio Insegno (2008-2009)
- Madame B, regia di Arnoldo Petri (2009)
- American Gigolo, regia di Caterina Costantini (2009-2010)
- Il Club delle Vedove, regia di Caterina Costantini (2011)
- La vita è una cosa meravigliosa, regia di Fausto Massa (2011)
- Last Minute di Guido Polito e Alberto Ricci Hoiss, regia di Silvio Giordani (2012)
- Federico... come here, regia di Walter Palamenga (2013)
- Harry & Sally 9 mesi dopo, regia di Claudio Insegno (2013-2015)
- Una fidanzata per papà, regia di Piero Moriconi (2016)
- 100 m² (opera teatrale), regia di Siddartha Prestinari (2017)
- Milo vs Milo - Processo a Sandra Milo, regia di Milo Vallone (2018)
- Toc Toc, con Massimiliano Vado regia di Claudio Insegno (2019)

## Programmi televisivi
- Studio Uno (Programma Nazionale, 1966)
- Ci vediamo stasera (Programma Nazionale, 1967)
- Stasera in casa Milo (Programma Nazionale, 1967)
- A modo mio (Rete 1, 1977)
- Tam tam (Rete 1, 1977)
- Mixer (Rai 2, 1983-1984)
- Piccoli fans (Rai 2, 1984-1989)
  - Speciale Piccoli Fans: Cantanapoli, Cantaroma, Cantamilano (Rai 1, 1986)
  - Piccoli e grandi fans (Rai 2, 1987-1988)
  - Piccoli e grandi fans Speciale estate (Rai 2, 1987-1988)
  - Piccoli e grandi fans n. 2 (Rai 2, 1988-1989)
- Ciao estate (Rai 2, 1987)
- Buongiorno Domenica (Rai 2, 1987)
- Automia (Rai 2, 1988)
- L'amore è una cosa meravigliosa (Rai 2, 1989-1990)
- Natale al Circo (Rai 2, 1989)
- Gazebo (Rai 2, 1991)
- Cari genitori (Rete 4, 1991-1992)
- La strana coppia (Italia 1, 1992)
- Giorno di festa (Rai 2, 1992-1994)
- Ritorno al presente (Rai 1, 2005) – concorrente
- L'isola dei famosi (Rai 2, 2010) – concorrente
- Io e te (Rai 1, 2019)
  - Io e te di notte (Rai 1, 2019)
- La vita in diretta Estate (Rai 1, 2020) – inviata speciale
- Una pezza di Lundini (Rai 2, 2020-2021) – ospite ricorrente
- Primo appuntamento Crociera (Real Time, St.2 Ep.3 - 2022)
- Drag race italia (Real Time, 2022) – giudice ospite
- Quelle brave ragazze (Sky Uno, 2022-2023)
- Il cantante mascherato (Rai 1, 2023) – concorrente

## Discografia

### Singoli
- Le favole di Sandra Milo
- Ma si che ce la fai/Marinai marinai (con Gianni Dei)
- 1984 – Come si fa/Il mondo è tutto una canzone
- 1987 – Il ballo del "che cos'è?"/Il ballo del "che cos'è?" (strumentale) (con i Piccoli e grandi fans)
- 2018 – La fotogenia, in duetto con Alessandro Orlando Graziano nell’album Voyages Extraordinaires

## Opere letterarie
- Caro Federico, Milano, Rizzoli, 1982.
- Amanti, Napoli, Pironti, 1993, ISBN 88-793-7087-1.
- Il corpo e l'anima, Le mie poesie, Milano, Morellini Editore, 2019, ISBN 9788862986854.

## Riconoscimenti
- David di Donatello
  - 2021 – Premio alla carriera

- Nastro d'argento
  - 1961 – Candidatura alla migliore attrice non protagonista per Adua e le compagne
  - 1964 – Migliore attrice non protagonista per 8½
  - 1965 – Candidatura alla migliore attrice protagonista per La visita
  - 1966 – Migliore attrice non protagonista per Giulietta degli spiriti

- Globo d'oro
  - 2020 – Premio alla carriera

- Taormina Film Fest
  - 1966 – Arancia d'oro alla migliore attrice
- Premio Internazionale Cinearti La Chioma di Berenice
  - 2023 - Premio alla carriera

## Doppiatrici
- Maria Pia Di Meo in Erode il grande, Il generale Della Rovere
- Lydia Simoneschi in Le avventure di Arsenio Lupin
- Adriana De Roberto in La donna che venne dal mare
- Rosetta Calavetta in Totò nella luna
- Fiorella Betti in Vite perdute
- Elda Tattoli in Furore di vivere
- Blanche Cardinale in Per amore... per magia...